# Kapspringare
Kapspringare eller långnosad vanlig delfin (Delphinus capensis) är en art i familjen delfiner (Delphinidae) som förekommer i olika hav över hela världen. Fram till 1990-talet utgjordes släktet vanliga delfiner (Delphinus) av en enda art men numera skiljs mellan kapspringare och sadeldelfin (Delphinus delphis).

## Utseende
Arten är allmänt något längre än sadeldelfinen. Den når en kroppslängd mellan 1,9 och 2,5 meter samt en vikt mellan 80 och 235 kilo, individer med en vikt upp till 150 kilo är däremot mera vanliga. Hannar är vanligen längre och tyngre än honor. Kroppens färg är på ovansidan svart och på buken vit. På varje kroppssida har djuret timglasformiga markeringar som vid främre delen är ljusgrå till gul- eller guldaktig medan bakre delen är mörkgrå. Nosen är långdragen och längre än hos sadeldelfinen. I varje käkhalva finns 50 till 60 små likformiga tänder.

## Utbredning och habitat
Kapspringaren lever i olika från varandra skilda områden. I Stilla havet hittas den vid kusten av sydvästra Nordamerika och västra Sydamerika samt norr om Nya Zeeland och från mellersta Japan söderut till Sydostasien. I Atlanten förekommer arten vid östra Sydamerika, västra Afrika och söder om Sydafrika. I Indiska oceanen finns delfinen kring Madagaskar och från Röda havet över Persiska viken till Sri Lanka. Den sistnämnda populationen räknas ibland som underart, D. c. tropicalis.
Arten vistas vanligen i tropiska och varma havsområden med en djup upp till 180 meter.

## Taxonomi
Kapspringaren är en art i släktet vanliga delfiner (Delphinus). Fram till 1990-talet betraktades de olika formerna i släktet inte som olika arter, de räknades alla till arten D. delphis. Numera skiljs mellan två arter i släktet, sadeldelfinen och kapspringaren (D. capensis). Den sistnämnda är allmänt något större och har en mera långdragen nos än sadeldelfinen.

## Ekologi
Arten är mycket social och lever ofta i flockar med hundratals eller ibland tusentals individer. Ibland bildar de blandade grupper, till exempel med grindvalar. De iakttogs ridande på vågor som skapats av fartyg och bardvalar. De utför ofta hopp eller andra akrobatiska rörelser.
Födan utgörs av många olika fiskar och bläckfiskar. Delfinen dyker till ett djup upp till 200 meter.
Honornas dräktighet varar vanligen i 10 till 11 månader. Sedan föds vanligen en enda kalv som är 80 till 100 cm lång och omkring 10 kg tung. Tiden mellan två födslar ligger oftast mellan ett och tre år. I fångenskap dokumenterades parningar mellan kapspringare och flasknosdelfinen (Tursiops truncatus) som resulterade i hybrider. Minst en av hybriderna parade sig sedan åter med en flasknosdelfin, vilket visade att den var fertil.

## Status
Kapspringaren jagas och används som djurfoder samt i viss mån även som mat för människor. Individerna hamnar dessutom ofta i fiskeredskap och kvävs ihjäl. Hur dessa faktorer påverkar beståndet är oklart och därför listas arten av IUCN med kunskapsbrist (DD).